# Succo Marcio
I Succo Marcio sono un gruppo punk rock italiano formatosi il 10 marzo 1995 a Como. La più longeva formazione era formata da Alessio Senesi (voce e chitarra), Mario Bargna (voce e chitarra), Marco Campoli (basso e cori) e Silvio Mason (batteria e cori).

## Storia
Dopo la stampa di alcuni demo autoprodotti, nel 2000 esce il primo album intitolato Succo Cocktail Tropicale all'Arancia!, pubblicato dalla Decibel Records. Le prime mille copie stampate vengono esaurite in pochi mesi e il cd viene così ristampato più volte, ridistribuito a livello nazionale, vendendo migliaia di copie. In Contemporanea gli mp3 dei Succo Marcio entrano stabilmente nei primi posti delle classifiche dei download da Vitaminic, raggiungendo il quarto posto nella classifica generale e il primo nelle classifiche Top10 Rock e Top10 Musica Italiana.

Il 19 settembre 2000, la band, presente ad uno show dei Green Day al Transilvania di Milano, viene invitata sul palco dal cantante Billie Joe Armstrong a suonare una loro canzone. L'esecuzione dal vivo così improvvisata del brano Muore il giorno viene trasmessa dall'emittente musicale nazionale TMC2 e viene riportata da molteplici giornali e webzine musicali.

Nel 2004 esce il nuovo album Anche lei sarà come tutte le altre? che apre la strada a un periodo ricchissimo di concerti in tutta Italia, tra cui spicca, nel 2005, la partecipazione all'Heineken Jammin Festival, dove i Succo Marcio dividono il palco con Garbage, Green Day e R.E.M., alla quale segue un nuovo tour nei club italiani a cura di Milano Concerti (Live Nation).
Nel 2006 esce l'EP Campione du Mundo, anche in edizione limitata in cofanetto insieme alla ristampa dell'album Succo Cocktail Tropicale all'Arancia!.
Nel 2007 il chitarrista/cantante Mario Bargna pubblica da solista prima un singolo Seguimi sulla A14, con il video trasmesso su MTV e allmusic, e poi l'anno successivo Prova a prendermi per la Poci One/Self, tra i partecipanti al disco figurano come ospiti  Alberto Fortis e Gatto Panceri, tra i musicisti Lele Melotti, Giorgio Secco, Lorenzo Poli. L'album è supportato da un tour con l'agenzia Barley Arts.
Dopo un apparente scioglimento il 10 marzo 2009, i Succo Marcio scelgono un contesto tra le proposte e ogni estate, si riuniscono in concerto per un saluto ai fans (2009 Como, 2010 Cervia (RA), 2011 Casatenovo (Lc), 2012 Fino Mornasco (Co), 21/12/2012 Valsassina (Lc)).
Il 28 giugno 2020 muore a soli 42 anni il batterista della band Silvio Mason.

## Formazione
- Alessio Senesi - voce, chitarra
- Mario Bargna - voce, chitarra
- Marco Campoli - basso, voce
- Silvio Mason - batteria, voce (deceduto il 28 giugno 2020)
- Flavio Frascarelli - voce, chitarra
- Alessandro Gorla - batteria

## Discografia
- 1997 - Gravuria Party (cd demo autoprodotto)
- 1998 - Live in Senna Comasco (cd demo autoprodotto)
- 1998 - Società violenta (cd demo autoprodotto)
- 2000 - Succo Cocktail Tropicale all'arancia! (Decibel Records, ristampato dalla Supple Productions nel 2001 e da Poci One nel 2006)
- 2004 - Anche lei sarà come tutte le altre? (Poci One/Self)
- 2006 - Campione du Mundo (EP - Poci One/Self)
- 2006 - Succo Marcio Cofanetto (edizione limitata contenente "Campione du Mundo", Anche lei sarà come tutte le altre?, "Succo Cocktail Tropicale all'Arancia", spillette e adesivi, Poci One/Self)
- 2009 - Arianna in quelle pagine, brano singolo con videoclip autoprodotto per salutare i fans